# Koźmin Wielkopolski
Koźmin Wielkopolski (do końca 1996 Koźmin, niem. Koschmin, Horleburg) – miasto w Polsce w województwie wielkopolskim, w powiecie krotoszyńskim, siedziba gminy miejsko-wiejskiej Koźmin Wielkopolski.
Według danych z 31 grudnia 2009 miasto liczyło 6678 mieszkańców.
Prywatne miasto szlacheckie lokowane w 1318 roku, własność kasztelana międzyrzeckiego Andrzeja Górki, około 1580 roku leżało w powiecie pyzdrskim województwa kaliskiego. Koźmin uzyskał prawo składu w 1565 roku.

## Położenie
Koźmin Wielkopolski leży w zachodniej części Wysoczyzny Kaliskiej, nad Orlą, w odległości ok. 15 km na północ od Krotoszyna i ok. 50 km na zachód od Kalisza. Krzyżują się tu drogi krajowa i wojewódzka:
- droga krajowa nr 15: Trzebnica – Krotoszyn – Koźmin Wielkopolski – Września – Gniezno – Toruń – Ostróda
- droga wojewódzka nr 438: Borek Wielkopolski – Koźmin Wielkopolski

oraz linie kolejowe (stacja Koźmin Wielkopolski):
- linia kolejowa nr 281: Oleśnica – Krotoszyn – Koźmin – Jarocin – Gniezno (dł. 160,06 km; otwarcie: 30 czerwca 1875)[9]
- linia kolejowa nr 382: Koźmin – Piaski (dł. 29,38 km; otwarcie: 2 listopada 1909; rozebrana w 1998)

Na terenie miasta oraz przyległych gmin zorganizowana jest komunikacja autobusowa.

## Gospodarka
Przemysł przetwórczy reprezentowany jest przez gałęzie: metalową, drzewną, spożywczą i chemiczną.

## Historia

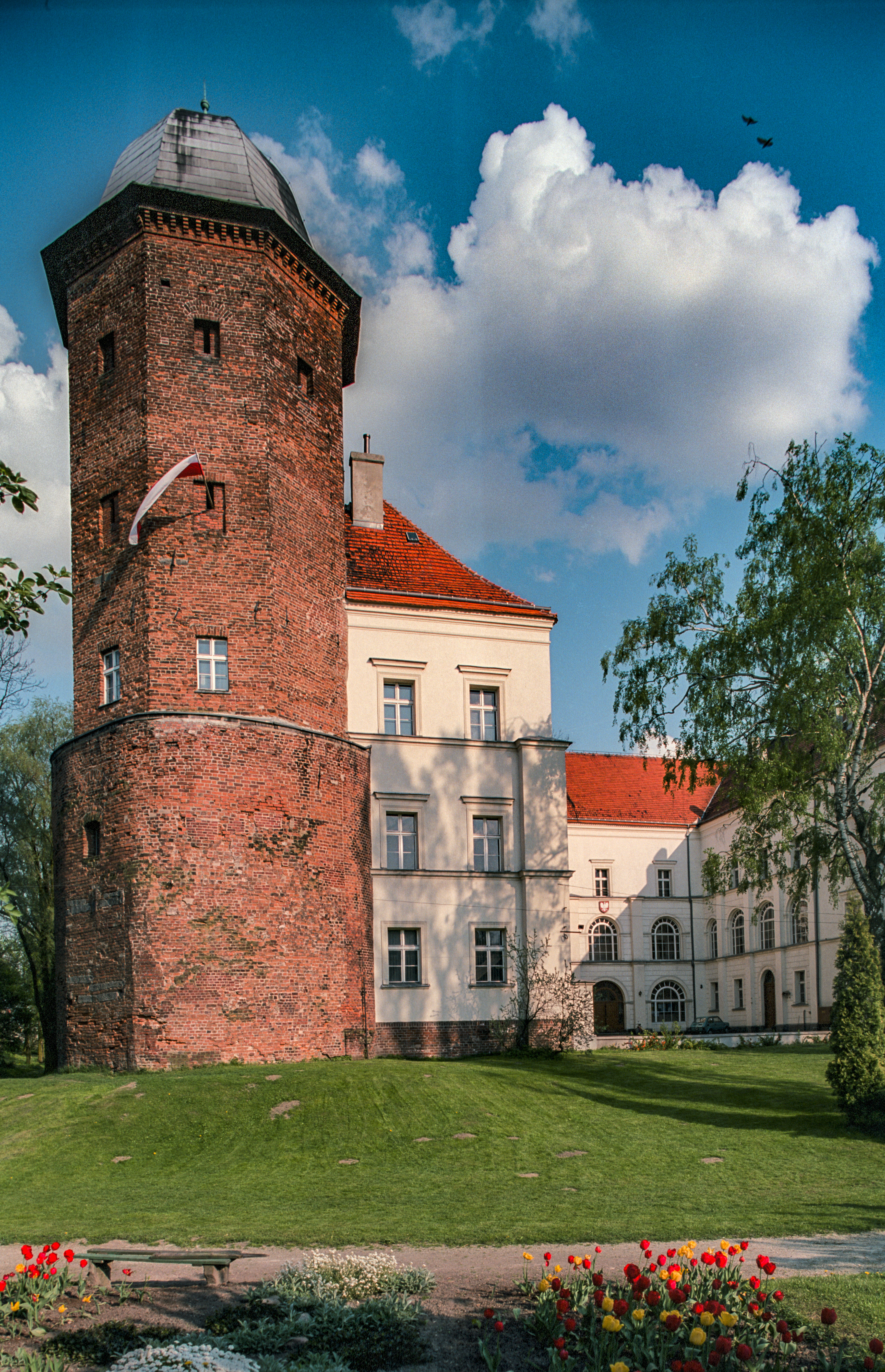
Zamek w Koźminie Wlkp. (2007)

Gród z podgrodziem istniał tam już w XII w., prawa miejskie Koźmin otrzymał między 1251 a 1283 rokiem. W 1283 roku książę Przemysł II poddał Kożmin pod jurysdykcję Kalisza i zakazał mieszczanom koźmińskim zwracać się do innych sądów niż sąd w Kaliszu.
Nazwę miejscowości w zlatynizowanej staropolskiej formie Cosmin wymienia we fragmencie „Cosmin opido Polonie” spisany ok. 1300 roku średniowieczny łaciński utwór opisujący żywot świętej Jadwigi Vita Sanctae Hedwigis.
W 1338 roku Kazimierz III Wielki darował miasto Maćkowi Borkowicowi, który zbudował w Koźminie zamek. Po upadku wojewody miasto wielokrotnie zmieniało właścicieli. W XVI w. był własnością rodu Górków, po nich między innymi Sapiehów. W czasach I Rzeczypospolitej należał do najsilniejszych miast w Wielkopolsce. W czasie wojny trzynastoletniej Koźmin w 1458 roku wystawił 20 pieszych na odsiecz oblężonej polskiej załogi zamku w Malborku. W połowie XV w. przez krótki okres był siedzibą sądu ziemskiego. W XVI w. był tam znaczny ośrodek sukienniczy, a w XVII w. znany ośrodek reformacji (w 1561 roku bracia czescy otworzyli w Koźminie drukarnię).
W 1 poł. XVIII w. miecznik wielki litewski Janusz Aleksander Sanguszko podarował miasto wraz z siedemnastoma okolicznymi wsiami swojemu kochankowi Karolowi Szydłowskiemu.
Do II rozbioru Polski (1793) Koźmin leżał w województwie kaliskim; w wyniku rozbioru województwo kaliskie zostało włączone do Królestwa Prus, do prowincji Prusy Południowe.
W czasach zaboru pruskiego Koźmin należał do powiatu Krotoszyn. Według spisu urzędowego z 1837 roku miasto liczyło 3 439 mieszkańców, którzy zamieszkiwali 362 dymy (domostwa).
W 1875 roku wybudowano linię kolejową, co przyspieszyło rozwój miasta. W latach 1887–1932 miasto powiatowe (powiat koźmiński). W 1906 roku miał miejsce w Koźminie strajk dzieci szkolnych. Już w listopadzie 1918 roku sformowano tu Radę Robotniczo-Żołnierską oraz, po wybuchu powstania wielkopolskiego, kompanię żołnierską. Zakończenie II wojny światowej nastąpiło w Koźminie 23 stycznia 1945 roku.
Miasto zostało zajęte przez jednostki 33 Armii I Frontu Białoruskiego Armii Czerwonej w walkach toczonych od 23 do 26 stycznia 1945 roku. Dla upamiętnienia poległych wzniesiono obelisk w parku miejskim. Poległych ekshumowano w 1952 roku i przeniesiono do mogił zbiorowych na cmentarzu Miłostowo w Poznaniu.
Miasto nie należało a było siedzibą gromad Koźmin, Koźmin-Zachód. W latach 1975–1998 miasto administracyjnie należało do województwa kaliskiego. Przed 1975 rokiem i od 1999 roku w powiecie krotoszyńskim.
W 1995 roku na terenie miasta i gminy odbyło się referendum na podstawie którego Rada Miejska wystąpiła do Szefa Urzędu Rady Ministrów z prośbą o zmianę nazwy. Rozporządzenie Rady Ministrów wydano w dniu 23 grudnia 1996 roku (Dziennik Ustaw Nr 155, poz. 761 ), dzięki czemu przymiotnik Wielkopolski został dodany do nazwy miejscowości 1 stycznia 1997 roku.

## Demografia

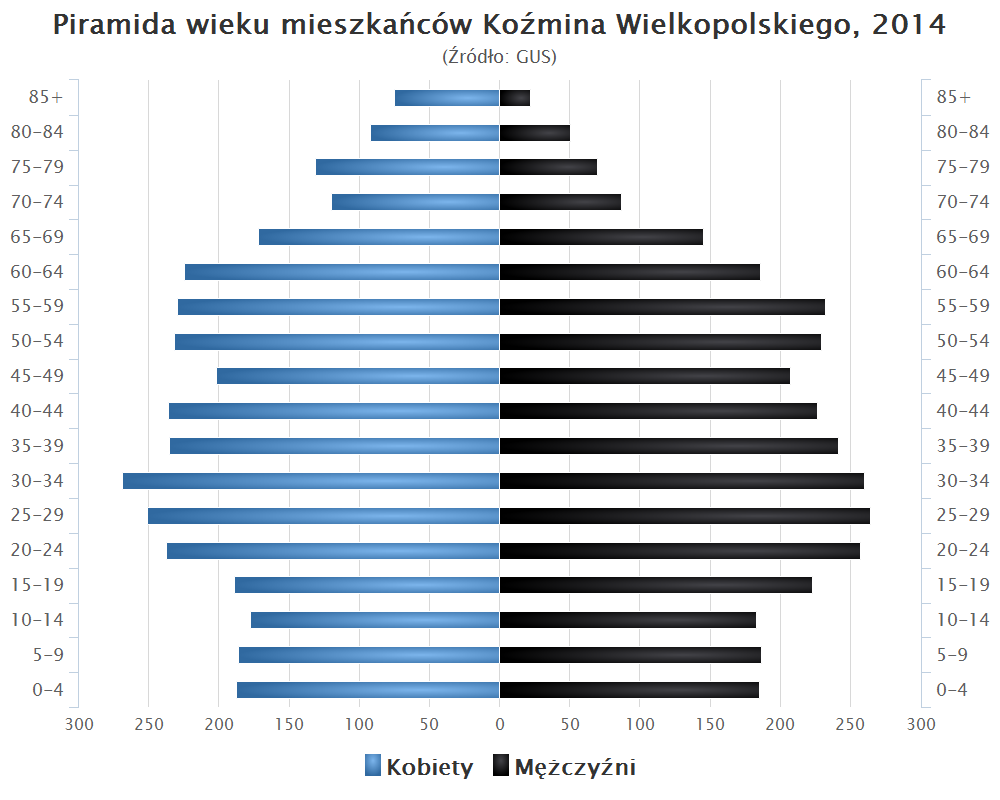
Piramida wieku mieszkańców Koźmina Wielkopolskiego w 2014 roku

## Zabytki

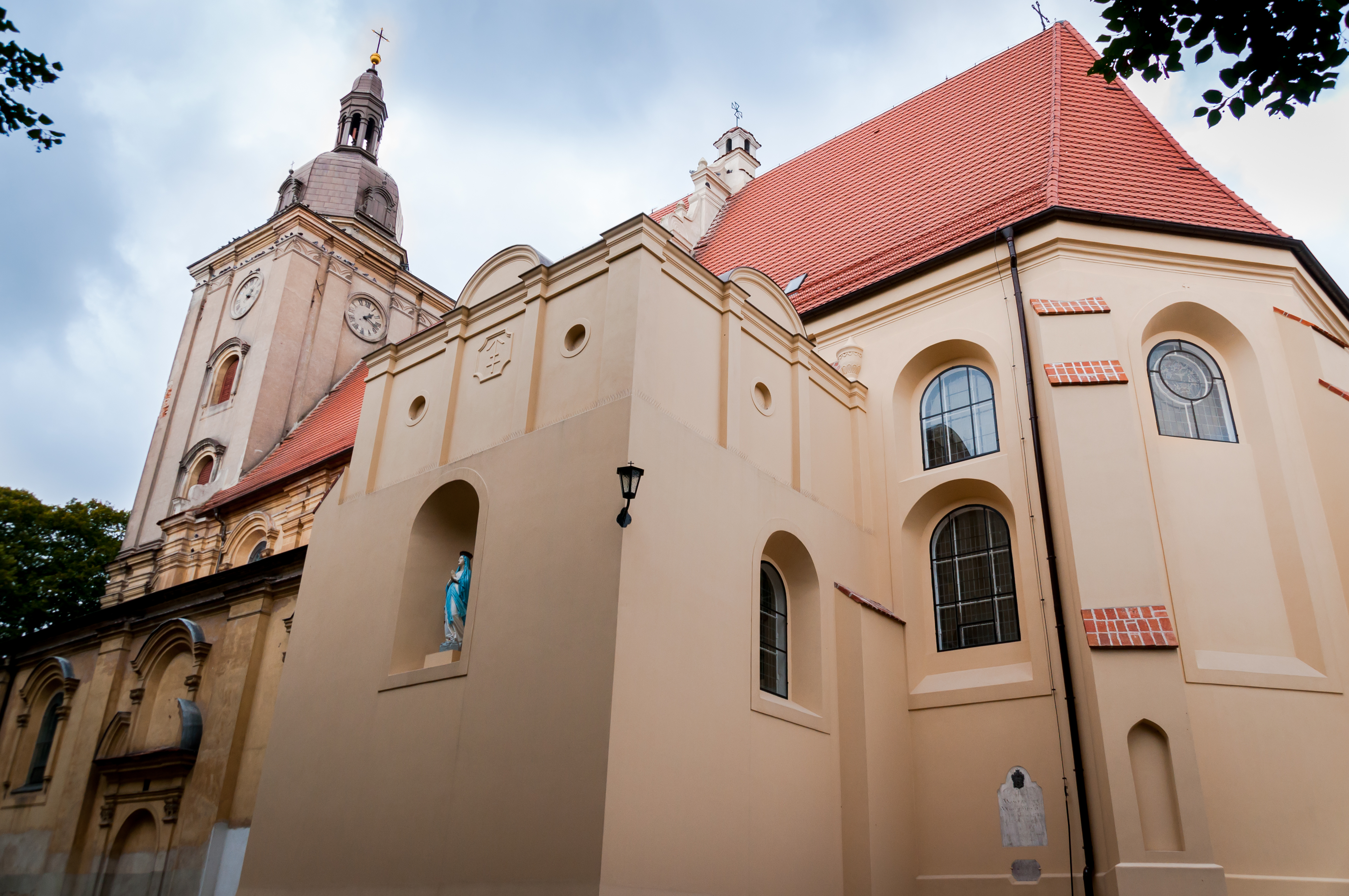
Kościół św. Wawrzyńca z 1462

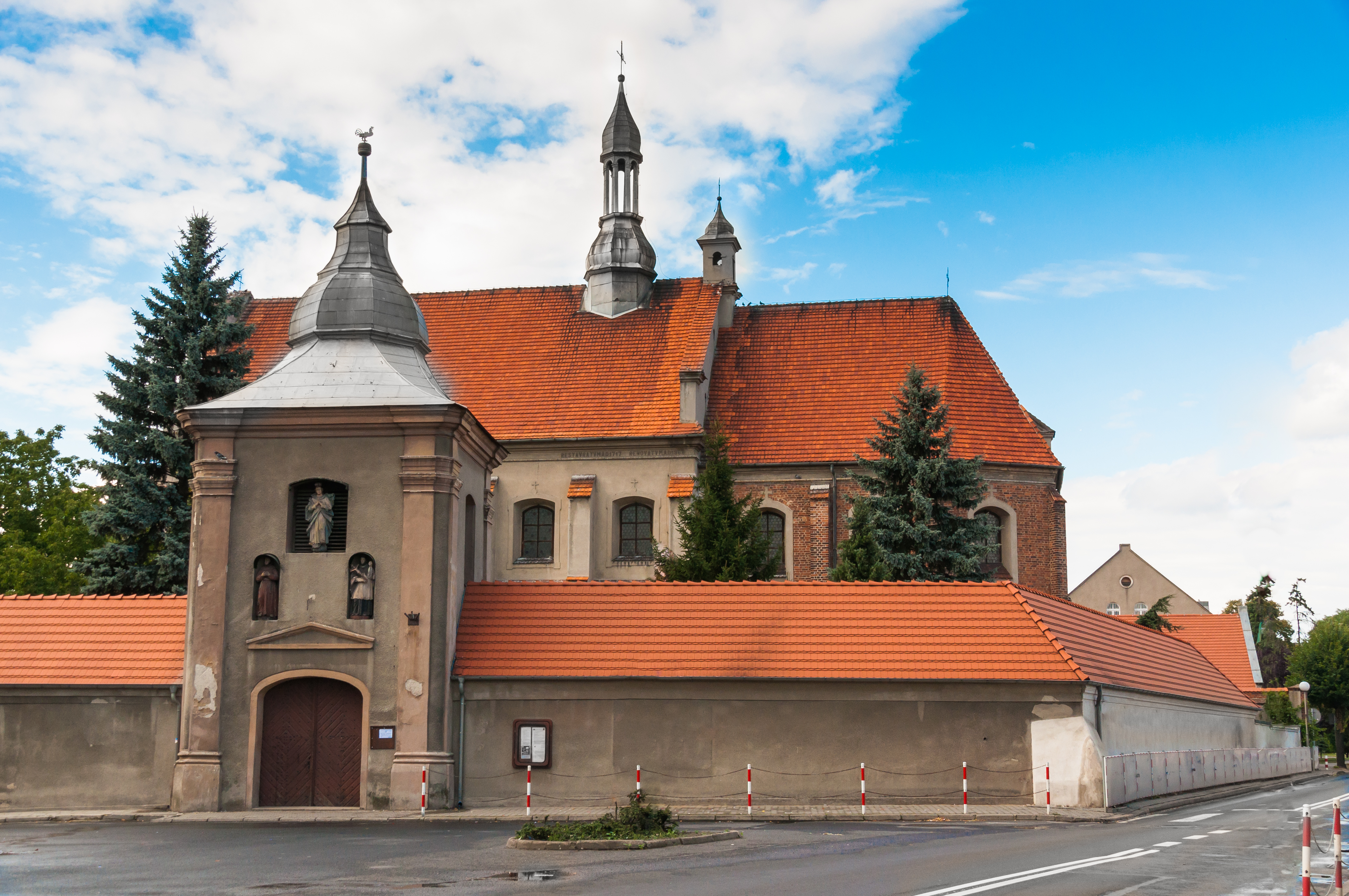
Kościół pobernardyński z l. 1648-1670

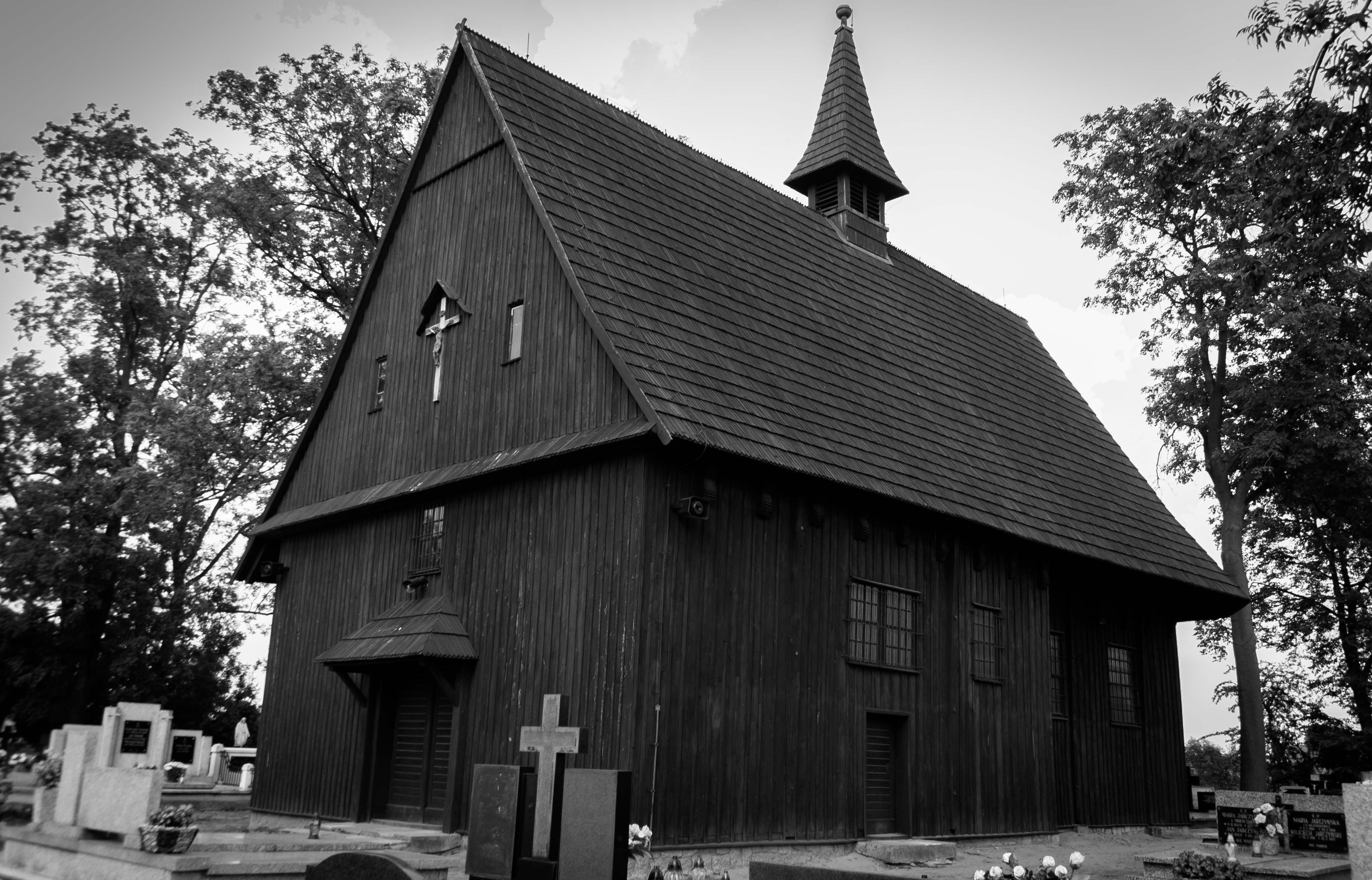
Drewniany kościół cmentarny Trójcy Świętej z 1570

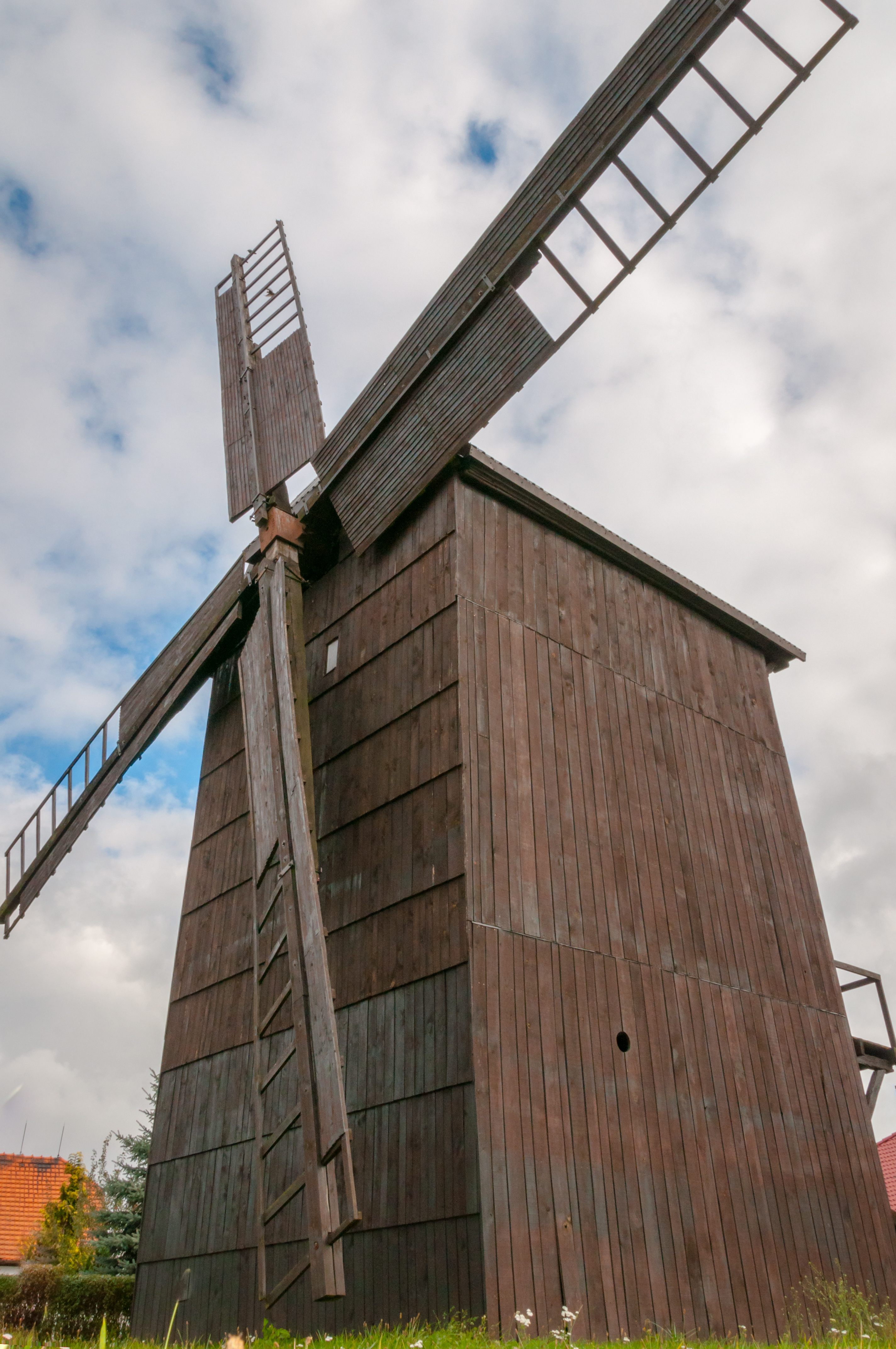
Wiatrak - koźlak

- zamek z XIV wieku, (ob. Muzeum Ziemi Koźmińskiej) wybudowany przez Maćka Borkowica, murowany z cegły, tynkowany z wyjątkiem wieży, wielokrotnie przebudowywany (w XVI w. przez Górków, w stylu renesansowym, w XVIII w., w 1865), z pierwotnego założenia zachowały się wieża zamkowa, czworokątny dziedziniec oraz fragment fosy (obecnie alpinarium), według legendy zamek miał być połączony tunelem z parkiem pałacu w Dobrzycy,
- kościół parafialny Najświętszej Marii Panny i świętego Wawrzyńca, wzniesiony w 1462 przez Hińczę z Rogowa, rozbudowywany (1670-1677), przebudowywany (XVIII w.), w stylu barokowym, murowany z cegły, otynkowany, o układzie bazylikowym, z trzema nawami i wieżą z blaszanym hełmem,
  - sklepienie z dekoracją stiukową,
  - manierystyczny ołtarz głównym z lat 1600-1630, trzykondygnacyjny, z licznymi rzeźbami i płaskorzeźbami (między innymi rzeźba Zaśnięcie Najświętszej Marii Panny z dawnego gotyckiego ołtarza z końca XV w.), z których wiele było stylizowanych na te z krakowskiego ołtarza mariackiego Wita Stwosza,
    - cyborium, renesansowe, z ok. 1540, z żelaznymi kutymi drzwiczkami, przyozdobione ornamentem roślinnym,

  - prezbiterium,
    - nagrobek Andrzeja i Barbary Górków, renesansowy, wykuty w piaskowcu i czarnym marmurze przed 1583,
    - epitafium zmarłej w czasie zarazy w 1606 Barbary z Winklerów,
    - belka tęczowa z grupą pasyjną,

  - kaplica,
    - kuta żelazna krata zamykająca wejście do kaplicy, renesansowa,
    - rzeźba Matka Boska, gotycka, z XV w.,
    - rzeźba ludowa Chrystus Frasobliwy,

  - obrazy czterech koźmińskich uczonych (Mikołaj, Albin i Aleksy – docenci Akademii Krakowskiej, Benedykt – profesor Akademii Krakowskiej, zasłużony dla rozwoju Biblioteki Jagiellońskiej, XV i XVI w.),
  - obraz tak zwanej szkoły wielkopolskiej Wniebowzięcie Najświętszej Marii Panny, malowany na desce, z XVI w.,
  - dwie kropielnice kamienne przyozdobione ludzkimi maskami, romańskie,
  - stalle i ambona z XVII w.,
  - dzwon z 1546,
- kościół i klasztor pobernardyński Najświętszej Marii Panny i świętych Stanisława i Franciszka, wzniesione w latach 1648–1670, barokowe, kościół otoczony krużgankiem, bogate wyposażenie wnętrza z XVIII w., klasztor przebudowywany w 1828 na więzienie po uprzedniej kasacie zakonu (1818), całość rewaloryzowana w latach 1885 i 1968,
- kościół cmentarny Trójcy Świętej, drewniany, wzniesiony w 1570, odnowiony gruntownie w XIX w., kryty gontem,
  - belka tęczowa z 1570,
  - drewniana płyta grobowa z okresu zarazy 1707–1709,
  - cmentarz,
    - pomnik powstańców wielkopolskich,
    - groby 52 więźniarek zamęczonych w latach 1940–1945 w miejscowym obozie karnym,
- wiatrak-koźlak,
- kamieniczki mieszczańskie, klasycystyczne.

## Przyroda
- Park Miejski z urozmaiconą pergolami aleją grabową, stawem oraz stanowiskiem okazów bażantów
- Obszar Chronionego Krajobrazu Dąbrowy Krotoszyńskie i Baszków Rochy
- Park (Skwer im. Jana Pawła II).

## Wspólnoty wyznaniowe
- Kościół rzymskokatolicki:
  - parafia św. Stanisława
  - parafia św. Wawrzyńca
- Świadkowie Jehowy:
  - zbór Koźmin (Sala Królestwa ul. Witosa 2)[19].

## Sport
W mieście działa Koźmiński Klub Sportowy Biały Orzeł Koźmin Wielkopolski, grający w klasie okręgowej, gr. wielkopolskiej V.
IKS „Spartakus” klub integracyjny propagujący tenis ziemny na wózkach którego prezesem jest Albin Batycki

## Współpraca międzynarodowa
- Drimmelen
- Związek Gmin Bad Tennstedt
- Bellheim
- Balatonmariafürdö[21]